# ميكروسيفالين
ميكروسيفالين (MCPH1) هو الجين الذي يُعبر عنها خلال عملية نمو مخ الجنين. تسبب بعض الطفرات في ميكروسيفالين، في حالات عدم التماثل، صغر الرأس – وهو تقلص شديد في الدماغ. وبالتالي قد افترض أن للمتغيرات دوراً في نمو الدماغ، ، ولكن لم يثبت لها أي تأثير على القدرة العقلية أو السلوك في الأفراد العادية حتى الآن في جينات صغر الرأس ،ASPM  ومع ذلك، تم إنشاء اقتران بين الاختلاف الطبيعي في بنية الدماغ كما تقاس بالتصوير بالرنين المغناطيسي (مثل مساحة قشرم الدماغ والحجم الإجمالي الدماغ) ودراسة المتغيرات الجينية المشتركة لكل من جينات ميكروسيفالين وجينات صغر الرأس الأخرى المماثلة قيد الدراسة،CDK5RAP2 

## التركيب
تشمل بروتينات الميكروسيفالين النطاقات الثلاث الآتية:
- نهاية أمينية، نطاق BRCT
- نطاق بروتين الميكروسيفالين المركزي
- نهاية كربوكسيلية، نطاق BRCT

## التعبير الجيني في الدماغ
يُعبر عن جين ميكروسيفالين في دماغ الجنين، في الدماغ الأمامي المتطور، وجدران البطينات الجانبية، تنقسم خلايا هذه المنطقة، مُنتجةً الأعصاب التي تهاجر في النهاية إلى القشرة المخية.

## التطور
ظهر نموذج مشتق من ميكروسيفالين منذ حوالي 37,000 سنة مضت (أي وقت بين 14,000 و 60، 000 سنوات) وانتشر ليصبح النموذج الأكثر شيوعاً من جين الميكروسيفالين في جميع أنحاء العالم باستثناء إفريقيا جنوب الصحراء؛ ويقترح هذا الانتشار السريع المسح الاصطفائي. ومع ذلك، حدد العلماء أن هذه الضغوط التطورية قد تكون السبب في انتشار هذه الطفرات. كما يُعتقد أن يكون هذا المتغير الجيني سببًا مشاركًا في زيادة حجم الدماغ. ترتبط التوزيعات الحديثة من الكروموسومات التي تحمل الأشكال السلفية ميكروسيفالين و ASPM، لم تظهر أي تأثير كبير للميكروفالين أو ASPM على نسبة الذكاء.
ربما يكون الشكل المشتق من الميكروسيفالين قد نشأ من الذرية التي انفصلت من الإنسان الحديث منذ حوالي 1.1 مليون سنة مضت وانجبلت داخليًا في ذرية البشر مؤخرًا. يدعم هذا الاستنتاج المزج بين الإنسان الحديث وسلالات الإنسان البدائي المنقرضة. بينما اقتُرح الإنسان البدائي مصدرًا لمجموعة النمط الفرداني تلك، لم يُعثر على هذا النمط الفراني في الأفراد المستخدمة لإعداد المشروع الأول لجينوم الإنسان البدائي.

## جدل
بدأت نتائج هذا البحث في إثارة جدل معتبر في الوسط العلمي. جون ديربيشايبر، الكاتب في الوطنية للمراجعة على الإنترنت، كتب نتيجةً لما تُوُصل إليه، " حلمنا الوطني العزيز للجدارة المُختلطة جيدًا والمتناغمة [...] ربما يكون غير قابل للتحقيق." ويرى ريتشارد ليوونتين أن هاتين الرورقتين المنشورتين ك«مثالين فظيعين من الذهاب بهذه المعلومات إلى مستوىً بعيد في محاولة لجعلها نبأ الساعة.» يحتفظ بروس لان برأيه في كون هذه الدراسات سليمة، ويعتبرف بكون العلاقة المباشرة بين هذه الجينات خاصةً والإدراك أو الذكاء غير مُثبتة بوضوح. يشترك لان الآن في مجالات أخرى للدراسة.
كما أفادت دراسات الجمعية الوراثية في وقت لاحق بواسطة ميكيل بوبروف وآخرون وايفانز وآخرون أن النمط الوراثي ل ميكروسيفالين يندرج ضمن التحديد الإيجابي. وجد تحليل أجراه تيمبسون وآخرون أنه «لا علاقة ذات معزىً واح بين حجم الدماغ ومختلف التدابير الادراكية» ومع ذلك، أظهرت دراسة لاحقة أجراها ريمول وآخرون ارتباط بين حجم وهيكل الدماغ واثنين من جينات صغر الرأس، ميكروسيفالين (فقط في الإناث) و CDK5RAP2 (فقط في الذكور). على عكس الدراسات السابقة، التي تأخذ في الاعتبار فقط التعدد الشكلي لأعداد صغيرة من النوكليوتيدات واحدة الاكسونيك SNPs ولا تعير اهتمامًا للتأثيرات الخاصة بالجنس، استخدمت هذه الدراسة تقنية المجموعة المصفوفة الدقيقة لتضع نمطًا جينيًا من ال SNPs المرتبطة بجينات ال MCPH جميعها، بما في ذلك مناطق المنبع والمصب، سامحةً للآثار المنفصلة للذكور والإناث.

## نموذج حي
| Characteristic                            | Phenotype |
| ----------------------------------------- | --------- |
| اقترانية زيجوتية viability                | Normal    |
| Fertility                                 | Abnormal  |
| Body weight                               | Normal    |
| Anxiety                                   | Normal    |
| Neurological assessment                   | Abnormal  |
| Grip strength                             | Normal    |
| Hot plate ‏                                | Normal    |
| علم المسوخ                                | Normal    |
| Indirect calorimetry                      | Normal    |
| اختبار تحمل الجلوكوز                      | Normal    |
| استجابة جذع الدماغ السمعية                | Abnormal  |
| مقياس امتصاص الأشعة السينية ثنائي البواعث | Normal    |
| تصوير شعاعي                               | Normal    |
| Body temperature                          | Normal    |
| Eye morphology                            | Abnormal  |
| كيمياء سريرية                             | Normal    |
| علم الدم                                  | Normal    |
| Micronucleus test                         | Abnormal  |
| Heart weight                              | Normal    |
| Skin Histopathology                       | Normal    |
| Brain histopathology                      | Normal    |
| Eye Histopathology                        | Abnormal  |
| سلمونيلا infection                        | Normal    |
| الليمونية infection                       | Normal    |
| All tests and analysis from               |           |

استُخدم النموذج الحي في دراسة وظيفة ميكروسيفالين. أُنشئ خط من الفئران المعدلة جينيًا المشروطة، المسمى بميكروسيفالينtm1a(EUCOMM)Wtsi ' كجزء من برنامج الاتحاد الدولي للفئران المعدلة جينيا ‏ — مشروع الطفرات الفائق لتوليد وتوزيع نماذج حيوانية للأمراض للعلماء المهتمين.
وخضعت الحيوانات من الذكور والإناث لشاشة مظهرية موحدة لتحديد آثار الحذف. أُجري أربعة وعشرين اختبارًا على الفئران المتحولة ولوحظ ست تشوهات رئيسية. عانت الحيوانات المتحولة المقترنة زيجوتيًا من العقم، انعدام رد فعل الصيوان الانعكاسي، ومستوىً متوسط من فقدان السمع، تشكل غير طبيعي للقرنية والعدسة، عتامة العدسة، وعدم استقرار كروموسومي في اختبار النواة الدقيقة.

## أفراد الأسرة
بالإضافة إلى ميكروسيفالين فأفراد الأسرة الخمسة الأخرى هم: MCPH2، CDK5RAP2، MCPH4، ASPM ، CENPJ.

## روابط خارجية
- Neanderthal Brains - a lecture by Bruce Lahn - from the NYAS podcasts.